# 冨田務
冨田 務（とみた つとむ、1943年10月14日 - ）は、日本の自動車技術者。トヨタ・モータースポーツ有限会社（TMG）会長、トヨタF1チーム代表、富士スピードウェイ代表取締役会長などを歴任した。

## プロフィール
- 1969年 - トヨタ自動車にエンジン開発技術者として入社する。
- 1987年 - ル・マン24時間レース、世界ラリー選手権 (WRC) などの車両のレーシングエンジンの開発責任者を務める。
- 1996年 - トヨタ自動車取締役に就任する。
- 2000年 - TMG会長に就任する。
- 2004年 - オベ・アンダーソンに代わり、トヨタF1チームの代表に就任する。
- 2007年 - TMG会長とF1チーム代表を退任（後任は山科忠）。トヨタ自動車顧問および富士スピードウェイ代表取締役会長に就任する。
- 2009年 - トヨタ自動車顧問と富士スピードウェイ代表取締役会長を退任。